# National Highway 67
National Highway 67 (NH 67) ist eine Hauptfernstraße im Süden des Staates Indien mit einer Länge von 555 Kilometern. Sie beginnt an der indischen Ostküste in Nagapattinam im Bundesstaat Tamil Nadu am NH 45A und führt zunächst 505 km durch diesen Bundesstaat vorbei an Tiruchi und Coimbatore. Anschließend verläuft sie weitere 50 km durch den benachbarten Bundesstaat Karnataka nach Gundlupet an den NH 212.